# Kadamari Gojé
Kadamari Gojé (auch: Kadamari Goji, Kadamari Gogé, Kadamari Gogué) ist ein Dorf im Arrondissement Zinder IV der Stadt Zinder in Niger.

## Geographie
Das von einem traditionellen Ortsvorsteher (chef traditionnel) geleitete Dorf befindet sich nordwestlich des Stadtzentrums im ländlichen Gemeindegebiet von Zinder, der Hauptstadt der gleichnamigen Region Zinder. Die Nachbarorte von Kadamari Gojé sind der Weiler Garin Aréwa im Nordwesten, das Dorf Kadamari Tambari im Südosten und der Weiler Kadamari Goji Kori im Südwesten.
Die Böden um das Dorf sind von einer wenig hohen Sandschicht bedeckt. Wie im gesamten Gemeindegebiet von Zinder herrscht das Klima der Sahelzone vor, mit einer durchschnittlichen jährlichen Niederschlagsmenge zwischen 300 und 400 mm.

## Bevölkerung
Bei der Volkszählung 2012 hatte Kadamari Gojé 555 Einwohner, die in 93 Haushalten lebten. Bei der Volkszählung 2001 betrug die Einwohnerzahl 289 in 49 Haushalten.

## Wirtschaft und Infrastruktur
Es gibt eine Schule im Dorf.